# Patata di Zapponeta
La patata di Zapponeta è una varietà di patata coltivata nella zona bonificata degli arenili dell'agro di Zapponeta in provincia di Foggia.
In seguito alla bonifica delle zone paludose del foggiano, nel 1940, cominciò la coltivazione di questo tubero.

La coltura prevede due cicli: uno di raccolta per la patata novella a maggio, uno tardivo per la patata comune a novembre.

Le varietà utilizzate sono la Siglinde, la Spunta, la Nicola e l'Elvira.
Dei 180 ettari destinati alla coltura della patata di Zapponeta, circa 50 ettari sono destinati alla primaticcia, 130 ettari a quella tardiva (quasi tutti destinati al mercato inglese).
La pro loco di Zapponeta organizza ogni anno, agli inizi di luglio, la sagra della patata di Zapponeta.

## Utilizzi
La patata novella è utilizzata a fresco a fette o nell'insalata, la tardiva come contorno ad arrosti o al forno o fritte.